# Tulostoma cerebrisporum
Tulostoma cerebrisporum är en svampart som beskrevs av J.E. Wright 2000. Tulostoma cerebrisporum ingår i släktet Tulostoma och familjen Agaricaceae.   Inga underarter finns listade i Catalogue of Life.